# Kósoku Kóbe
Kósoku Kóbe nebo stanice metra Kóbe je osobní železniční stanice v Japonsku. 

## Historie
Stanice je v provozu od 7. dubna 1968.

## Současnost

### Nástupiště
Stanice má celkem 4 dopravní koleje. 
| stanice | kolej                                             | linka                         | směr              |
| ------- | ------------------------------------------------- | ----------------------------- | ----------------- |
|         | 1                                                 | HK Regionální a městské vlaky | Rokkó, Nišinomija |
| 2       | HS Regionální a městské vlaky a metro             | Samnomija, Nišinomija         |                   |
| 3       | HS Několik regionálních a městských vlaků a metra | Nagata                        |                   |
| 4       | HS Regionální a městské vlaky a metro             | Nagata                        |                   |

### Vlakové trasy
- Linka  HK 
  - Tokkiu: Regionální vlak
  - Cúkin-Tokkiu: Regionální vlak. Zastavuje ve stanicích, ve kterých Tokkiu zastavuje a Cukagučím.
  - Kajsok-Kiukó: Regionální vlak. Zastavuje ve stanicích, ve kterých Tokkiu zastavuje, Rokkóve a Cukagučím.
  - Cúkin-Kiukó: Městský vlak. Zastavuje ve všech stanicích mezi Šinkajčím a Cukagučím.
  - S-Tokkiu: Metro. Zastavuje ve všech stanicích.
  - Fucú: Metro
- Linka  HS 
  - Čokcú-Tokkiu: Regionální vlak
  - Tokkiu: Regionální vlak. Zastavuje ve všech stanicích mezi Sumaurou Kóenem a Samnomijí.
  - Kajsok-Kiukó: Regionální vlak. Zastavuje ve všech stanicích mezi Šinkajčím a Samnomijí.
  - S-Tokkiu: Metro. Zastavuje ve všech stanicích bez Nišiho Motomačiho, mezi Itajadem a Samnomijí.
  - Kiukó: Metro
  - Fucú: Metro

Stav: 13. březen 2021 
| Průměrný interval (min) | Trasa na západ | Linka                                                               | Trasa na východ | Průměrný interval (min) | Společnost |
| ----------------------- | --- | ------------------------------------------------------------------- | --- | ----------------------- | ---------- |
|                         | | HK Tokkiu Cúkin-Tokkiu Kajsok-Kiukó                                 | Kósoku Kóbe - Hanakuma - Kóbe Samnomija [HK] - (Rokkó) - Okamoto - Šukgava - Nišinomija Kitaguči - (Cukaguči) - Žiusó - Ósaka Umeda [HK]              | 10                      | Hankiu     |
|                         | | HK Cúkin-Kiukó Fucú                                                 | Kósoku Kóbe - Hanakuma - Kóbe Samnomija [HK] - Kasuganomiči [HK] - Óži Kóen - Rokkó -...- Nišinomija,Ósaka Jede v intervalu 30 min do Kóbe-Samnomije. | (9 ráno) (30 v noci)    | Hankiu     |
| 15                      | Himedži -...- Suma - Cukimijama - Itajado - (Nišidai) - Kósoku Nagata - (Daikai) - Šinkaiči - Kósoku Kóbe Zastavuje v Daikai a Nišidai v intervalu 30 min. | HS Čokcú-Tokkiu                                                     | Kósoku Kóbe - (Niši Motomači) - Motomači - Kóbe Samnomija - Mikage - Uozaki -...- Amagasaki,Ósaka Zastavuje v Niším Motomačím v intervalu 30 min.     | 15                      | Hanšin     |
| 15                      | Himedži,Suma -...- Kósoku Nagata - Daikai - Šinkaiči - Kósoku Kóbe Jede v intervalu 6 min do Šinkaiči.                                                     | HS S-Tokkiu Tokkiu Cúkin-Tokkiu Kajsok-Kiukó Kiukó Cúkin-Kiukó Fucú | Kósoku Kóbe - Niši Motomači* - Motomači - Kóbe Samnomija -...- Amagasaki, Ósaka                                                                       | 7.5                     | Hanšin     |

### Dopravní dostupnost
V okolí Kósoku Kóbe stanice se nachází JR Kóbe nádraží.
| stanice         | linka                                         | směr                                                 |
| --------------- | --------------------------------------------- | ---------------------------------------------------- |
| Kóbe JR nádraží | A Rychlík a Spěšný, Regionální a městský vlak | Suma, Akaši, Himedži, Rokkómiči, Ašija, Ósaka, Kjóto |

### Okolní objekty
- Harbour Land
- Chrám Minatogava